# 全日本ビーチハンドボール選手権大会
全日本ビーチハンドボール選手権大会（ぜんにほんビーチハンドボールせんしゅけんたいかい）は、日本ハンドボール協会が主催するビーチハンドボールの全国大会である。

## 歴史
1997年に千葉県安房郡富浦町（現・南房総市）の原岡海岸にて日本初のビーチハンドボール大会「ビーチハンドフェスタ富浦さざ波大会」が開催された。
1999年8月6日から3日に渡り、第3回を迎えたビーチハンドフェスタのプログラムという形で、ビーチハンドボールが公開競技として初採用されるワールドゲームズ2001秋田大会の選考を兼ねた第1回全日本選手権が開かれ、男子9チームが集まり予選リーグと順位決定リーグで初代チャンピオンを決めた。
翌年より女子も開催。なお、第15回まで男子の部については男女混合チームのエントリーも可能であった。
開催地は持ち回りであるが、複数回連続して開催されることが多い。また、開催時期は通常7月から9月のうちの2日程度であるが、第8回と第9回は4月に開催された。

## 歴代優勝チーム
| 回 | 年   | 開催地               | 男子             | 女子                         | 備考         |
| -- | ---- | -------------------- | ---------------- | ---------------------------- | ------------ |
| 1  | 1999 | 千葉・原岡海岸       | オール千葉       | （開催なし）                 |              |
| 2  | 2000 | 秋田・本庄マリーナ   | 筑波大学         | シャトレーゼA                | 女子の部新設 |
| 3  | 2001 | 兵庫・アジュール舞子 | 全日本男子       | 全日本女子                   |              |
| 4  | 2002 | 秋田・本庄マリーナ   | サンバ☆de☆富浦   | シャトレーゼ                 |              |
| 5  | 2003 | 千葉・原岡海岸       | Beach Boys 2003  | 藤乃～女将と愉快な仲居たち～ |              |
| 6  | 2004 | 千葉・原岡海岸       | 初心者マーク     | あぶらおおめ                 |              |
| 7  | 2005 | 千葉・原岡海岸       | Beach Boys       | あぶらおおめ                 |              |
| 8  | 2006 | 千葉・原岡海岸       | あふた～ず       | あぶらおおめ                 |              |
| 9  | 2007 | 千葉・原岡海岸       | あふた～ず       | あぶらおおめ                 |              |
| 10 | 2008 | 兵庫・アジュール舞子 | FST              | 日体ウーマンイーグルス       |              |
| 11 | 2009 | 千葉・原岡海岸       | FST              | SHINE                        |              |
| 12 | 2010 | 兵庫・アジュール舞子 | 日本体育大学     | あぶらおおめ                 |              |
| 13 | 2011 | 兵庫・アジュール舞子 | ボンチフェローズ | 日体ウーマンイーグルス       |              |
| 14 | 2012 | 兵庫・アジュール舞子 | HC大坂           | 日体ウーマンイーグルス       |              |
| 15 | 2013 | 兵庫・アジュール舞子 | 東海Weed's       | 日体ウーマンイーグルス       |              |
| 16 | 2014 | 愛知・小枡公園海岸   | MJクラブ         | Asian Beach Team             |              |
| 17 | 2015 | 愛知・小枡公園海岸   | 日本体育大学A    | 日体ウーマンイーグルス       |              |
| 18 | 2016 | 兵庫・アジュール舞子 | ABG2016          | ABG2016                      |              |
| 19 | 2017 | 兵庫・アジュール舞子 | BBJ              | SHINE                        |              |
| 20 | 2018 | 愛知・碧南緑地       | BBJ              | 日体ウーマンイーグルス       |              |
| 21 | 2019 | 愛知・碧南緑地       | 東海Weeds! A     | KUNOICHI                     |              |
| 22 | 2020 | 神奈川・三浦海岸     | Cherry Blossom   | SWAG                         |              |
| 23 | 2021 | 愛知・碧南緑地       |                  |                              |              |